# Ibeon saengeun cheoeumira
Ibeon saengeun cheoeumira (kor. 이번 생은 처음이라; znany także jako Because This Is My First Life) – południowokoreański serial telewizyjny. Główne role odgrywają w nim Lee Min-ki oraz Jung So-min. Serial emitowany był na kanale tvN od 9 października do 28 listopada 2017 roku, w poniedziałek i wtorek o 21:30.

## Obsada

### Postacie pierwszoplanowe
- Lee Min-ki jako Nam Se-hee
- Jung So-min jako Yoon Ji-ho

### Postacie drugoplanowe
- Esom jako Woo Su-ji
- Park Byung-eun jako Ma Sang-goo
- Kim Ga-eun jako Yang Ho-rang
- Kim Min-seok jako Sim Won-seok

Ludzie wokół Nam Se-hee
- Kim Eung-soo jako Nam Hee-bong
- Moon Hee-kyung jako Jo Myung-ji

Ludzie wokół Yoon Ji-ho
- Kim Byeong-ok jako Yoon Jong-soo
- Kim Sun-young jako Kim Hyun-ja
- Noh Jong-hyun jako Yoon Ji-suk
- Jeon Hye-won jako Lee Eun-sol

Rozszerzony
- Kim Min-kyu jako Yeon Bok-nam
- Lee Chung-ah jako Go Jung-min
- Yoon Bo-mi jako Yoon Bo-mi
- Hwang Seok-jeong jako pisarz Hwang